# شب حورا
شب حورا فیلمی به کارگردانی  و نویسندگی شهاب ملت خواه محصول سال ۱۳۸۶ است.

## بازیگران
- فاطمه گودرزی
- حدیث فولادوند
- امیرمحمد زند
- حدیث میرامینی
- مجید مشیری
- ماری اچ ام